# 葉特庫利區

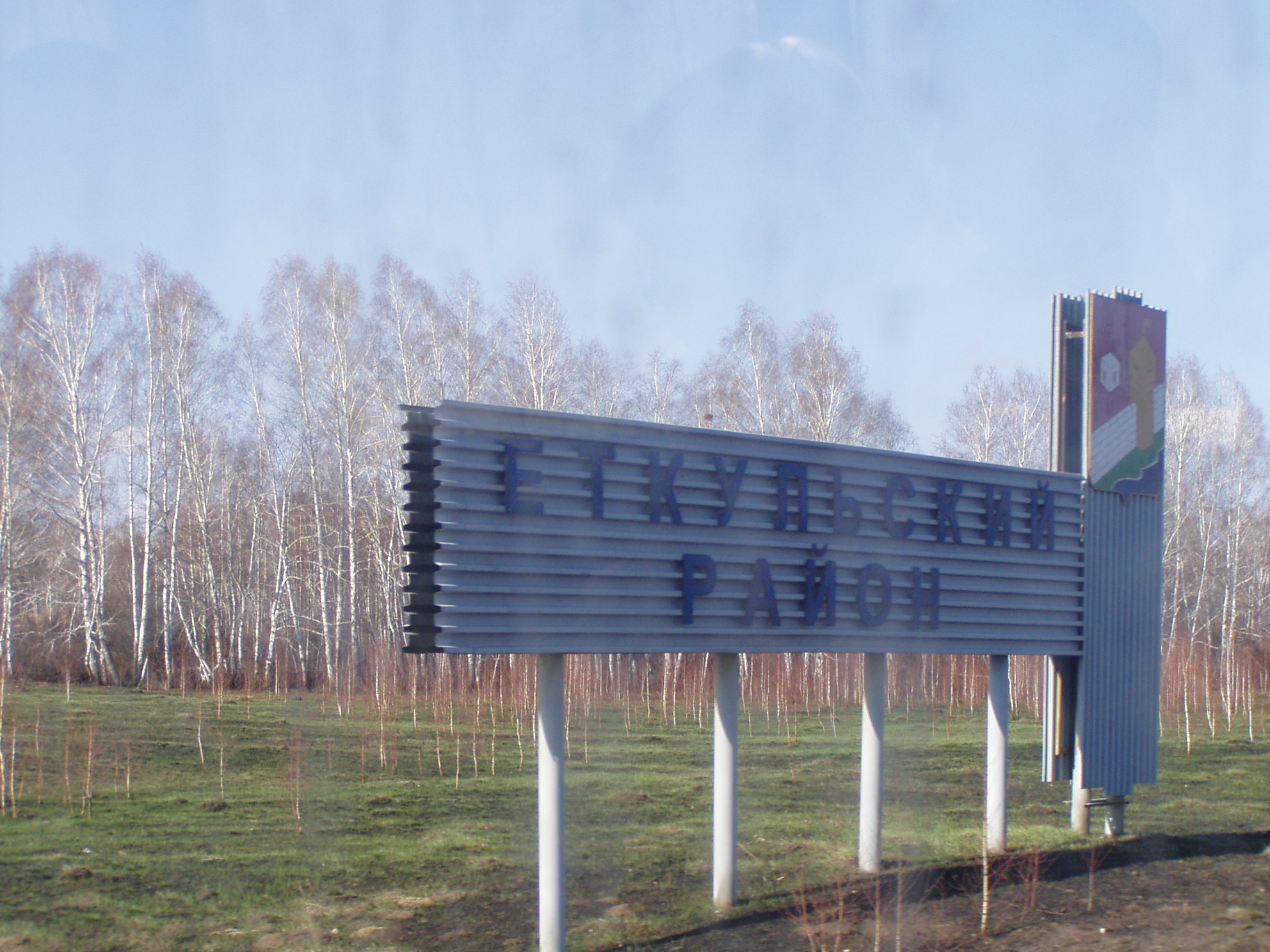

54°49′31″N 61°35′10″E / 54.82528°N 61.58611°E
葉特庫利區（俄语：Еткульский район），是俄羅斯的一個區，位於該國西南部，由車里雅賓斯克州負責管轄，面積2,525平方公里，2010年人口30,697，人口密度每平方公里12.16人。该区行政中心为叶特库利村。